# 5271 Kaylamaya
5271 Kaylamaya este un asteroid din centura principală de asteroizi.

## Descriere
5271 Kaylamaya este un asteroid din centura principală de asteroizi. A fost descoperit pe 25 iunie 1979 la Siding Spring de Eleanor Francis Helin și Schelte J. Bus. Asteroidul prezintă o orbită caracterizată de o semiaxă mare de 2,67 ua, o excentricitate de 0,12 și o înclinație de 14,0° în raport cu ecliptica.